# Beber e Paquerar
Beber e Paquerar é a primeira coletânea da banda musical brasileira Collo de Menina, lançada em 2007. A coleção reúne canções de sucesso de seu sexto álbum de estúdio – Se Você Quer Eu Dou! - Vol. 06 – e ainda cinco faixas inéditas, sendo elas: "Beber e Paquerar", "Me Ligue", "Tá Guardado", "Festa do Cabide" e "Tô em Outra", que teve a participação especial do cantor Wandy, do Forró Mulher Chorona. Com este CD a banda recebeu o seu 3º Disco de Ouro da carreira, que teve uma vendagem superior a 50 mil cópias.

## Faixas
| N.º            | Título                                              | Compositor(es)                              | Duração |  |
| 1.             | "Beber e Paquerar"                                  | Erivan Morais / Fábio Garrafinha            | 3:41    |  |
| 2.             | "Me Ligue"                                          | Erivan Morais / Fábio Garrafinha            | 3:44    |  |
| 3.             | "Tá Guardado"                                       | Neto Barros / Conde Macedo / Cícero Caiçara | 3:14    |  |
| 4.             | "Festa do Cabide"                                   | Everson Monteiro                            | 3:14    |  |
| 5.             | "Se Você Quer eu Dou!"                              | Marquinhos Maraial / Edu Luppa              | 3:15    |  |
| 6.             | "Outros Planos (Sei)"                               | Neto Barros / Conde Macedo / Erivan Morais  | 3:23    |  |
| 7.             | "Por Que Você me Faz Sofrer"                        | Dorgival Dantas                             | 3:51    |  |
| 8.             | "Tô em Outra" (part. Wandy do Forró Mulher Chorona) | Guedes Neto                                 | 3:29    |  |
| 9.             | "Tô Chorando"                                       | Dorgival Dantas                             | 3:30    |  |
| 10.            | "Você Não Presta"                                   | Dorgival Dantas                             | 3:15    |  |
| 11.            | "Madeira de Lei"                                    | Edu Luppa                                   | 3:00    |  |
| 12.            | "A Sangue Frio"                                     | Neto Barros / Conde Macedo / Guedes Neto    | 4:18    |  |
| 13.            | "Sim ou Não"                                        | Dorgival Dantas                             | 3:19    |  |
| 14.            | "Você Não Merece"                                   | Marquinhos Maraial / Edu Luppa              | 3:37    |  |
| 15.            | "Atenda o Telefone"                                 | Dorgival Dantas                             | 3:53    |  |
| 16.            | "Eu te Avisei"                                      | Zélia Santti                                | 3:12    |  |
| 17.            | "Não Consigo Dizer Não"                             | Armando Teles                               | 3:39    |  |
| 18.            | "Tenho Medo da Resposta"                            | Célio Uchoa                                 | 3:49    |  |
| 19.            | "Na Moral"                                          | Neto Barros / Conde Macedo / Guedes Neto    | 3:15    |  |
| 20.            | "Beber e Paquerar" (Bônus Track)                    | Erivan Morais / Fábio Garrafinha            | 3:41    |  |
| Duração total: | Duração total:                                      | Duração total:                              | 70:19   |  |

## Ficha técnica
- Gravado: D&D STUDIO de Fortaleza-CE, dezembro de 2006
- Produção: Dorgival Dantas / Erivan Morais
- Arranjos: Dorgival Dantas
- Técnico de Gravação: Jeovar Maia
- Mixagem: PRO AUDIO STUDIO
- Produção Musical: Erivan Morais / Bervan Morais
- Produção Executiva: Bervan Morais / Gil Morais
- Seleção de Repertório: Erivan Morais / Dorgival Dantas / Bervan Morais

## Banda Collo de Menina
- Sanfona: Dudu
- Baixo: Cicinho
- Guitarra: Maurício Guita
- Bateria: Pincel
- Percussão: Renato
- Teclados: Max
- Sax: Zé Augusto
- Trombone: Fábio Júnior
- Trompete: Netinho
- Voz: Erivan Morais / Neto Araújo / Kelly Freitas
- Backing Vocal: Paulinho

## Músicos convidados
- Sanfona e Teclados: Dorgival Dantas
- Baixo: Junior Costa
- Guitarra e Violões: Célio Uchoa / Tiago Sobral
- Bateria: Jaildo Gurgel
- Percussão: Jeovar Maia
- Backing Vocal: Daniel / Silvinha
- Sax Alto e Tenor: Ferreira Júnior
- Trombone: Edson
- Trompete: Zé Carlos

## Faixas
"Beber e Paquerar", "Me Ligue", "Tá Guardado", "Tô em Outra" e "Festa do Cabide" gravadas no PRO AUDIO STUDIO em Fortaleza-CE

## Produção musical
Emanuel Dias / Erivan Morais

## Músicos participantes
- Bateria: Erivaldo Melo (O Irmão) / Pincel
- Baixo: Melkzedek
- Guitarra: Tiago Sobral
- Teclados e programação de Loops: Emanuel Dias
- Sanfona: Valci
- Percussão: Bel / Neide Dias
- Trombone: Edson
- Trompete: Zé Carlos
- Voz: Wandy
- Backing Vocal: Daniel / Silvinha
- Sax: Ferreira Júnior
- Vocais: Mister Xis e Nívia